# L'Ennemi (bande dessinée)
Pour les articles homonymes, voir L'Ennemi.
L'Ennemi est le second album de la série de bande dessinée Buddy Longway, paru en 1975.

## Personnages
- Chinook : indienne de la tribu Sioux. Son nom veut dire « Vent sauvage ». Elle forme un parfait duo avec son compagnon Buddy avec lequel elle aura de nombreuses aventures. Elle aura deux enfants avec lui : Jérémie et Kathleen.
- Buddy Longway : trappeur, âgé d'une vingtaine d'années.
- Slim le Borgne : trappeur barbu et borgne. Vit seul dans une cabane. Vieil ours mais brave type. Deux ans plus tôt, il a perdu un œil, dans un ravin, alors qu'il s'approchait pour porter secours à une squaw sans connaissance, il a reçu un projectile dans l'œil. Il s'est enfui.
- un carcajou : animal craint par les indiens. Ils pensent qu'il serait l'incarnation d'un esprit malin. Il ressemble à un grand glouton rusé, très féroce. Porte malheur.
- Ours Gris et Lys des Près : indiens, les premiers habitants de la clairière. Lys des Près est morte en faisant une mauvaise chute dans un ravin. Ours Gris est devenu fou de douleur, en voyant un trappeur s'approcher du corps de sa femme, il a cru que c'était lui le meurtrier, il a voulu le tuer en lui jetant un projectile dans l'œil. Puis, il a erré dans la forêt, est devenu sauvage…
- Fellow : le cheval de Buddy.

## Synopsis
Buddy et Chinook se sont mariés selon les traditions indiennes et cherchent un endroit pour s'établir.
Ils choisissent une clairière proche d'une source, mais ils ne sont pas seuls, c'est aussi à cet endroit que Slim est devenu borgne. Très vite, les incidents se multiplient. Par une nuit d'orage, Fellow se fait attaquer par une bête étrange. Les indiens reconnaissent en elle un carcajou. Buddy découvre un tombeau indien, l'endroit semble maudit, pourtant Chinook trouve, elle, une fleur rare, gage de bonheur pour son peuple. Buddy adopte une nouvelle tactique, il se met à l'affut près de chez lui.
Après deux jours et deux nuits, il aperçoit l'animal et… se fait attaquer par un homme qui part à cheval. Buddy s'élance après lui et s'éloigne de la cabane. Lorsqu'il comprend que tout ceci n'était qu'un piège, dans la clairière Chinook est sur le point de se faire attaquer par le carcajou. Au dernier moment, une ombre surgit de la forêt, repousse la bête et roule avec elle dans un ravin. Buddy arrive juste à temps pour tuer l'animal et sauver l'inconnu qui leur racontera son histoire.
Il s'appelle Ours Gris, s'était installé dans la clairière avec sa femme Lys des Près. En voyant Chinook, il a pensé que Lys des Près était de retour. L'attaque du carcajou l'a dégrisé. Au contact de cette menace, il a retrouvé ses esprits. Après quelques jours, il partira rejoindre les siens.
Buddy et Chinook rendent visite à Slim, leur presque voisin. Ils lui amènent la peau du carcajou et des explications sur la mystérieuse attaque qui lui a coûté un œil.
Chinook est enceinte.